# Thomas Herrmann (Regisseur)
Thomas Herrmann (* 21. Januar 1965 in Wiesbaden) ist ein deutscher Fotograf und Fernsehregisseur.
Er wuchs auf in Mailand, wo sein Vater als Geschäftsführer einer deutschen Baufirma eine leitende Position innehatte. An der Universität Bologna studierte Herrmann an dem damals von Umberto Eco gegründeten und geleiteten Institut Kommunikationswissenschaft (DAMS). Nach dem Studium ließ er sich in Berlin nieder, wo er nach der Tätigkeit als Regieassistent schließlich selbst als Regisseur, besonders für Serienproduktionen des öffentlich-rechtlichen Fernsehens, arbeitete.
Thomas Herrmann ist mit der Schauspielerin Franziska Stavjanik verheiratet und lebt in Berlin. Sie haben einen gemeinsamen Sohn.

## Filmografie (Auswahl)
- Rosamunde Pilcher: Entscheidung des Herzens, TV-Film
- Rosamunde Pilcher, Wind über der See, TV-Film
- Alles was zählt, Daily Soap, RTL
- Inga Lindström: Sommer in Norrsunda, TV-Film[2]
- Alisa, Folge deinem Herzen,  Daily Soap
- Rote Rosen, Daily Soap, ARD
- Mitten im 8en, TV-Serie (Österreich)
- Da kommt Kalle, TV-Serie, ZDF
- Girl Friends, TV-Serie, ZDF